# Enchophora longirostris
Enchophora longirostris är en insektsart som beskrevs av William Lucas Distant 1887. Enchophora longirostris ingår i släktet Enchophora och familjen lyktstritar. Inga underarter finns listade i Catalogue of Life.